# Give Me Liberty (Kurzfilm)
Give Me Liberty ist ein US-amerikanischer Kurzfilm aus dem Jahr 1936. Die Premiere fand am 19. Dezember 1936 in den USA statt. Produziert wurde der Film unter der Regie von B. Reeves Eason durch Warner Bros. und die Vitaphone Corporation. Der Film wurde in Technicolor gedreht. Give Me Liberty wurde nur in den USA aufgeführt. Er wurde 1950 wiederaufgeführt.

## Handlung
Der Film thematisiert die historische Rede von Patrick Henry, die dieser am 23. März 1775 vor der Virginia Convention hielt. George Washington versucht Patrick Henry zu überzeugen, seinen Einfluss im Virginia House of Burgesses geltend zu machen und Virginia zur Unterstützung im Unabhängigkeitskampf der amerikanischen Kolonien zu bewegen. Dieser ist wegen seiner Frau zunächst unentschlossen. Schließlich hält er jedoch mit Unterstützung seiner Frau seine berühmte Rede, die mit den Worten Give me Liberty, or give me Death! endet.

## Hintergrund
Die Rede Patrick Henrys vom 23. März 1775 ging in die Geschichte der Vereinigten Staaten ein. Mit ihr bewirkte er die Zustimmung der Virginia Convention zum Einsatz von Truppen auf Seiten der Unabhängigkeit suchenden Dreizehn Kolonien.

## Auszeichnungen
Give Me Liberty erhielt 1937 den Oscar in der Kategorie Bester Kurzfilm – Farbe.